# グレゴリウス6世 (ローマ教皇)
グレゴリウス6世（グレゴリウス6せい、Gregorius Ⅵ、? - 1048年初頭）は、第148代ローマ教皇（在位1045年5月1日 - 1046年12月20日）。本名はヨハネス・グラティアヌス（Ioannes Gratianus）。
ラテン門の聖ヨハネ教会の首席司祭を務め、高潔な人物として高い評価を得ていた人物であった。また教皇ベネディクトゥス9世の代父でもある。
ベネディクトゥス9世が教皇位を退こうと考えて代父グラティアヌスに相談（結婚が目的だったとされる）。そしてグラティアヌスに教皇位を譲り、返礼としてベネディクトゥス9世は多額の金を贈与した。そうしてグラティアヌスがグレゴリウス6世として1045年5月1日に教皇に就任した。
放蕩だったベネディクトゥス9世に代わってグレゴリウス6世が教皇に就いたことを、ペトルス・ダミアニなどは歓迎したものの、教会に安泰が訪れたわけではなかった。というのも、かつてベネディクトゥス9世をローマから追放し、教皇となり、後にベネディクトゥス9世によってローマから追放された教皇シルウェステル3世（サビーナ司教でもあった）が自らの教皇位の正当性を主張したからであった。しかもここにきてベネディクトゥス9世が教皇位を手放したことを後悔し、再び教皇座に就こうと画策したことから、事態がさらに複雑化することとなる。
グレゴリウス6世は助祭ヒルデブランド（後のグレゴリウス7世）の助言を借りつつ、ベネディクトゥス9世には手紙や教会会議での呼びかけでもって、シルウェステル3世には武力でもって事態を収めようとした。しかしますます混乱の度を深めるだけであった。
この宗教界の混乱を収拾するために、ローマ王ハインリヒ3世が1046年秋にアルプスを越えて進軍した。グレゴリウス6世はイタリアに入ったハインリヒ3世と面会し、王の要請に基づいてストリにて教会会議を招集、1046年12月20日に会議が開催される。会議ではベネディクトゥス9世とシルウェステル3世の聖職剥奪とグレゴリウス6世への辞職勧告、およびシルウェステル3世の修道院送致が可決された。会議でグレゴリウス6世は「私の罪状がシモニアというのであれば、私の名の下に開催されたこの宗教会議もシモニア的である」と述べたものの、結局は辞職をした。後任にバンベルク司教スイドガーがクレメンス2世として教皇に即位した。
グレゴリウス6世は皇帝によって1047年5月にケルンへ連れられ、1048年初頭に当地で死去した。グレゴリウス6世に付き従ったヒルデブランドはグレゴリウス6世が死ぬまでケルンに滞在、この間にクリュニー会の思想に触れたと推測されるが、その後1049年1月にローマに戻った。